# 600-talet

## Övergripande historia

### Islams expansion
Muhammeds död år 632 fram till mitten av 700-talet räknas som islams guldålder. Kalifatet expanderade snabbt, först under  de fyra första kaliferna och därefter under umayyaderna. Geografiskt kom islam, efter sitt grundade i Saudiarabien, att inom något halvsekel att ha spridits över praktiskt taget hela Mellanöstern och Nordafrika, men även till stora delar av Asien och långt upp på Iberiska halvön. 

## Händelser
- 600 – Smittkoppor sprids från Indien till Europa.
- Mitten av 600-talet - Bildandet av Khazarkhanatet
- 602 - Fokas grep makten i Bysantinska riket. Han avsattes av Herakleios I (610).
- 602-628 - Sasanid-bysantinsk krig. Sassanidiskt inbördeskrig i Persien (628-632).
- 633-651 - Den arabiska erövringen av Iran.
- 668 - början av kejsar Konstantin IVs styre i Bysantinska riket.
- 680 - Bysantinska kejsaren Konstantin IV sammankallade det sjätte ekumeniska rådet.
- 16 juli 622 – Den muslimska tideräkningen börjar.
- 632 – Den islamiska expansionen inleds.

## Födda
- Omkring 600 – Martin I, påve.

## Avlidna
- 632 - Muhammed, Guds sändebud.